# قاسم القسام
قاسم بن حمود بن خليل القسام الخفاجي النجفي عالم دين شيعي عربي عراقي.

## ولادته ونشأته
ولد الشيخ قاسم (جاسم)، بمدينة النجف سنة 1262 هـ/1845 م على التقريب الراجح، والنجف حينذاك تُعدُّ مقراً للحوزة العلمية الكبرى للشيعة الأمامية، في بيت جُلّ رجاله يتكسبون بالأعمال التجارية، ولم يخلُ من رجال العلم والأدب، فمنهم الشيخ علي قسام من رجالات القرن الثاني عشر للهجرة، الذي ورد ذكره في مجموع فيه رسائل مرسلة إلى (السيد شبر النجفي)، وقد إطلع عليه مؤرخ النجف الشيخ جعفر محبوبة وقال: ((في هذا المجموع رسالة للشيخ علي قسام تنبئ عن غزارة أدبه وفضله)). وفي الكلام عن حركة السيد شبر (ت 1170 هـ) ضد التعسف العثماني جاء: ((وكتب إليه الأجل الأنبل الشيخ علي بن قسام))، إلى جانب ذلك لدينا نص الرسالة بخط والدنا العلامة الحجة الشيخ علي بن قاسم القسام، وفيها إشارة إلى تاريخها وأنها في سنة (1167 هـ)، وتعزز ما تقدم.
كما كان منهم (الشيخ جمعة بن ظاهر بن حسن القسام)، وهو ابن عم والد العلامة (الشيخ قاسم)، المترجم له، ((وكان له مجموع فيه تواريخ عن العصور المتقدمة، وله كتاب في المواعظ والكلمات الحكمية والأدعية الغريبة في بابها الواردة عن أهل البيت عليهم السلام)).
وفي هذا البيت كان جدُ المترجم له لأبيه (الحاج محمد علي بن حسن القسام)، من رواد المجالس الأدبية وقريباً من الحوزة العلمية في النجف، محباً للمعرفة تقياً أميناً صادقاً ورعاً، ولأمانته ولثقة العلامة السيد بحر العلوم (ت 1212 هـ)، به (كلفه بتولي العناية) بمرقد النبيين هود وصالح عليهما السلام بالنجف، والأوقاف العائدة لهذين النبيين، إذ كانت لهذين المرقدين على عهد حكومة الترك أراضٍ زراعية موقوفة تُعرف بـ (مبرك الناقة)، قرب مدينة (الكفل)، حيث موطن آل القسام الخفاجيون قبل نزوحهم إلى النجف، وكان الحاج محمد علي يتولى قبضها وصرفها في شؤون المرقدين، كما كان يفعل ذلك المتولي من بعده من هذه الأسرة، إلى أن تغلب على تلك الأراضي بعض زعماء العشائر المجاورة لها واغتصبوها من أيديهم.
بيد أن ما تقدم لم يجعل آل القسام في عداد الأسر العلمية في النجف في العُرف الأصطلاحي (للبيوتات العلمية)، إذ لم يكن فيهم من تصدى لدراسة العلوم الدينية فقهاً، وأصولاً وحديثاً، حتى نبغ الشيخ قاسم بن حمود (المترجم له)، وقد رأى والده الحاج حمود بن خليل القسام (ت 1289 هـ)، وأخوه الحاج عبد الحسين بن حمود بن خليل (ت 1334 هـ)، فيه الإتقان في الدروس الأولية كالنحو والصرف والعلوم البلاغية وغيرها، وأنه – الشيخ قاسم – قد علا ذكره بين أهله وذويه، وأمثاله وأقرانه، من الجَد في التحصيل وحسن السيرة والسريرة، فأشارا عليه بتكريس حياته في طلب العلوم الدينية، والدراسة الحوزوية.
((فجدّ هو في طلب العلم بعد أن بلغ العشرين من سني عمره فحاز سهماً وافراً من العلم والأدب وصار أحد أعلام النجف المبرزين)). لذلك عُدّ ((مؤسس هذا البيت الأدبي وغارس نبعته والباني لمجده، أشاد بذكر أسرته وهيأ لها السمعة والاعتبار)).

## تخرجه وشيوخه
كان الشيخ قاسم (جاسم) من المجتهدين الكبار ومن مراجع التقليد في النجف وحضر فيها حلقات الدراسة العالية ((تخرج بكبار فقهاء عصره أمثال الميرزا حسين آل الميرزا خليل والميرزا حسن الشيرازي))، وغيرهم من كبار مراجع التقليد والتدريس الآتي ذكرهم فيما يأتي، وكان ملازماً لدرس زعيم الحوزة العلمية في زمانه المجدد السيد محمد حسن الشيرازي، ويمكن القول أنه قد ((تخرج أولاً على آية الله السيد ميرزا حسن الشيرازي)).
وهذا ثبت بأسماء أشهر مشايخه حسب وفياتهم:
- السيد الميرزا محمد حسن الشيرازي: واسمه الكامل، السيد محمد حسن بن محمود بن محمد إسماعيل الحسيني الشيرازي، الزعيم الكبير أحد الآيات العظام ممن نهضوا بأعباء العلم والدين وتقلدوا الزعامة الدينية. كان فقيهاً ومحدثاً وحكيماً متكلما، ومحققاً من الأصوليين. أجمع العلماء في زمانه على تقديمه في أمر التقليد، وأطلقوا عليه لقب (المجدد). (ت 1312 هـ / 1894 م).
- السيد علي الغريفي: هو السيد علي بن محمد بن علي بن إسماعيل بن أبي جعفر الغريفي الموسوي البحراني، كان عالماً فاضلاً فقيهاً أصولياً. قال السيد محسن الأمين: ((قرأ عليه جماعة كالسيد محمد شبر والحاج محمد حسن كبه والشيخ قاسم قسام النجفي والسيد عدنان البحراني وغيرهم)). (ت 1321 هـ / 1903 م).
- الشيخ ملا علي بن فتح الله النهاوندي النجفي: ((عالم فاضل محقق مدقق أستاذ كثير من العلماء))، ناهز الثمانين من العمر (ت 1322 هـ / 1904 م)، ودفن بالنجف.
- السيد محمد بن السيد محمد تقي بحر العلوم: هو السيد محمد بن محمد تقي بن رضا بن محمد مهدي بحر العلوم الطبأطبائي النجفي، أحد أساطين النجف محيطاً بعامة العلوم العقلية والنقلية صاحب كتاب (بُلغة الفقيه)، ذكره جرجي زيدان وقال: كانت له مكتبة فريدة ((فيها كتب نفيسة الخط بينها جملة من الكتب القديمة))، توفي في شهر رجب من سنة (1326 هـ / 1908 م).
- الشيخ الحاج ميرزا حسين الخليلي: هو الفقيه الحجة المحقق ميرزا حسين بن ميرزا خليل بن علي بن إبراهيم الرازي الطهراني النجفي وقد يقال الميرزا حسين آل الميرزا خليل، كان أفقه أقرانه، ولا يُدّرس إلاّ في الفقه وله فيه الآراء العالية والتنبيهات الجليلة، ذاع صيته بعد وفاة السيد محمد حسن الشيرازي المتقدم ذكره. توفي الشيخ في مسجد السهلة القريب من الكوفة في شوال سنة (1326 هـ / 1908 م).
- الشهيد الشيخ فضل الله بن عباس النوري: ((كان علماً من أعلام الإسلام حاملاً راية الحق والإيمان))، من كبار الزعماء الروحيين أخذ عنه جدنا (الشيخ جاسم)، أيام كان بالنجف، مات شهيداً بيد الظلم والعدوان في إيران على يد أصحاب المشروطة سنة (1327 هـ / 1909 م).
- السيد كاظم اليزدي: واسمه السيد محمد كاظم بن السيد عبد العظيم الطبأطبائي اليزدي النجفي، كان من فحول العلماء المحققين وعظماء الفقهاء المدققين. انتهت إليه رئاسة الحوزة العلمية في النجف، نأى بنفسه عن السياسة وكان يقول: ((أنا رجل دين لا أعرف غير الحلال والحرام ولا دخل لي بالسياسة مطلقاً))، له كتاب (العروة الوثقى)، توفي بالنجف سنة (1337 هـ / 1918 م).
- شيخ الشريعة: واسمه الشيخ فتح الله بن محمد جواد الشيرازي النمازي الشهير بشيخ الشريعة الاصفهاني النجفي، قال عنه الشيخ عباس القمي: ((هو العالم الفاضل الفقيه الأصولي المحدث البارع الخبير الماهر جامع المعقول والمنقول حاوي الفروع والأصول كان شيخ علماء زماننا ومرجع فضلاء وقتنا في النجف)). (ت 1339 هـ / 1920 م).
- السيد أبو تراب الخوانساري: هو السيد عبد علي المعروف بأبي تراب بن أبي القاسم الموسوي الخوانساري النجفي ((كان محققاً مدققاً فقيهاً أصولياً ليه اليد ألطولى في علم الرجال واسع الاطلاع فيه جداً)) وهو زميل دراسة للمترجم له – الشيخ قاسم – واستاذاً له في علم الرجال. (ت 1346 هـ / 1927 م).

## تلامذته
بعد إتمام دراسته على أعلام زمانه وشيوخ الفتيا في عصره، عُدَّ ((من العلماء الماهرين في الفقه والحديث والرجال))، وانقطع للأفادة والأستفادة، ولأشتهاره بذوقه السليم في اختيار المواضيع العلمية التي يحتاجها (العامة) من الناس في عباداتهم ومعاملاتهم وتعاملاتهم مع بعضهم البعض، ومجانباً المباحث الجدلية المعقدة، لأنه كان يرى فيها مضيعة للوقت بكثرة الشبهات فيها، واحتمالاتها البعيدة عن الواقع الفعلي في التعاملات اليومية بين الناس، فضلاً عن أسلوبه البسيط في إيصال المعلومة للسامع بايجاز في اللفظ وسعة في المعنى.
لذلك أقبل عليه الطلاب يغرفون من معينه المعرفي. وتتلمذ عليه جماعة أصبح بعضهم ممن يُشار إليه بالبنان. قال السيد محسن الأمين: ((تخرج عليه في الفقه والأصول طوائف مختلفة))، وقال الشيخ جعفر محبوبة: ((تخرج عليه كثير من الأعلام)).
فضلاً عن ذلك كان العلامة الحجة الحاج الشيخ قاسم (جاسم)، من المدرسين الرسميين في النجف، اتخذ من الطابق الأعلى من الصحن الحيدري الشريف مدرسةً له، وهي إحدى المدارس الخمس المعترف بها من قبل الحكومة العثمانية – سنأتي على ذكرها في الآتي -، وقررت الحكومة يومئذٍ أن من انتمى إلى مدرسته وحصل على الشهادة منه، يُعفى عن التجنيد الإجباري بعد أداء الامتحان.
أما مدرسته المشار إليها آنفاً، فقد قال الشيخ جعفر محبوبه: أنها إحدى المدارس المقررة رسمياً من الحكومة العثمانية وهي: الصحن الشريف، ومقبرة آل القزويني، ومدرسة الشيخ مهدي آل كاشف الغطاء، ومدرسة المعتمد التي صارت مدرسة للحجة الشيخ محمد حسين آل كاشف الغطاء ودار آل بحر العلوم. هذه المدارس الخمس اعترفت بها حكومة الترك وأعفت كل من انتمى إليها بعد الامتحان عن الجندية وتقبل شهادتها بحق التلميذ. ((كانت حوزته حافلة بطلاب العلوم الدينية وتخرج عليه بعض أهل الفضل البارزين)).
وفيما يأتي أشهر تلامذته حسب سني وفياتهم:
- العلامة السيد محسن السيد مهدي القزويني: كان فاضلاً جليل القدر أصولياً كثير التقى والورع مشاركاً أعلام النجف في الأحداث السياسية أيام الاحتلال البريطاني ((أحد الموقعين على مضبطة توكيل مندوبي النجف في 18 رمضان سنة 1338))، (ت 1358 هـ / 1939 م).
- السيد صالح الحلي: هو الخطيب الشهير السيد صالح بن حسين بن محمد الاعرجي الحسيني (الحلي)، تتلمذ على العلامة الحجة الشيخ قاسم ((في الأصول وحضر عنده درس الرسائل))، وقد رأى السيد الحلي وفاءً لأستاذه أن يؤدي قسطاً من الخدمة بتخريج ابن أستاذه الشيخ جعفر بن قاسم القسام في الخطابة. (ت 1359 هـ / 1940 م)، بالكوفة.
- الشيخ عبد الكريم الزين العاملي: واسمه الشيخ عبد الكريم بن الشيخ حسين المشهور بالشيخ أبي خليل بن سليمان بن علي الزين الأنصاري الخزرجي العاملي، علامة ثقة ورعاً من محاسن عصره. أيام دراسته بالنجف اشترى داراً لسكناه. ولدينا نسخة شراءه الدار من السيد محمد بن السيد محمد تقي بحر العلوم في محلة المشراق ممهورة بشهادة جماعة من أعيان النجف، وقد أودع نسخة عند الشراء عند آل القسام ومؤرخة في 15 شعبان سنة 1313 هـ. توفي في سنة (1360 هـ / 1941 م).
- السيد أحمد السيد مهدي الحيدري: هو السيد أحمد بن السيد مهدي بن السيد أحمد بن السيد حيدر بن السيد إبراهيم بن السيد محمد الحسني الكاظمي المشهور بـ (السيد أحمد الحيدري)، قال الشيخ جعفر محبوبه، أن السيد أحمد وأخاه السيد أسد الاتية ترجمته ممن تتلمذ على العلامة المجتهد الشيخ قاسم القسام، والسيد أحمد يُعدّ من المجتهدين في عصره جاهد الإنكليز بقلمه ولسانه، وهو والد السيد حسن والسيد نقي الحيدري الذي كانت له مراسلات بين والدنا الحجة الشيخ علي بن قاسم بن حمود القسام وبينه، نحتفظ بنصوصها في أرشيف مكتبتنا. توفي العلامة السيد أحمد في سنة (1361 هـ / 1942 م).
- السيد أسد بن السيد مهدي بن السيد أحمد الحيدري: ويُعرف بالسيد أسد الحيدري، وهو أخو السيد أحمد الحيدري المتقدم ذكره، كان من التقاة الورعين (ت 1364 هـ / 1944 م)، وقد أرخ عام وفاته خطيب (الكاظمية)، الشيخ كاظم آل نوح بقوله:

- العلامة الشيخ أحمد بن محمد البحراني: هو الشيخ أحمد بن الحاج محمد بن أحمد بن سرحان العكراوي البحراني الأوالي الموالي، كان من أعلام البحرين المشهورين، له أبحاث في الفقه، بعد تخرجه على العلامة المجتهد الشيخ قاسم (جاسم) القسام، استمر بالتواصل مع أستاذه من خلال مراسلاته معه، وجاء في إحدى رسائله التي افتتحها بعد اسم الله تعالى بالقول: (السلام عليك يا مولاي ورحمة الله وبركاته... بعد تقبيل أنامل مولاي ومالك رقّي الحقيقي فخر العلماء الاعلام الشيخ جاسم قسام دام علاه)، وهي رسالة ليست قصيرة وفي آخر الرسالة يقول: (وابلاغ الأولاد كافة وافر السلام على الخصوص الشيخ هادي والشيخ محمد جواد..)، يعني بهما أولاد استاذه المترجم له البكر منهم والسادس. ثم يقول: والكتاب على تمام العجلة حرر يوم 19 ذي القعدة الحرام سنة 1326 هـ مذيلاً بالقول: قنكم الأقل الاحقر أحمد بن محمد بن سرحان البحراني، والتوقيع. (ت 1368 هـ / 1948 م)، وقبره في (بندر النجه)، إحدى قرى البحرين وله ضريح يُزار.
- الشيخ رضي بن الحاج علي القطيفي: واسمه رضي بن علي بن محمد بن حسن بن فردان الصفار القطيفي، نسبة إلى القطيف من أرض نجد، هو معدود من العلماء الفضلاء الاتقياء كان يمارس الوعظ والإرشاد في وطنه، ذكرهُ الباحث الحاج عبد الكريم الدباغ في ترجمة جاء فيها: أنه قرأ المقدمات والسطوح على جماعة من العلماء (منهم.. الشيخ جاسم آل جسام)، أي الشيخ قاسم آل قسام، وقد المحنا إلى ذلك في بداية هذه الترجمة، أن البعض قد يقلب القاف إلى جيم في اللهجة الشعبية، ويذكر اسمه باللغة الدارجة. توفي العلامة الشيخ رضي القطيفي سنة (1374 هـ / 1954 م)، ودفن بمدينة الكاظمية.
- السيد هادي الصائغ: كان السيد هادي بن حسين بن جواد بن مهدي الكاتب بن حسين الموسوي الحسيني البحراني، المعروف بـ (السيد هادي الصائغ)، من المختصين بالمترجم له، ولد بالنجف ونشأ بها نشأة علمية ((فقرأ المقدمات والسطوح الأدبية والعلمية كما هو شائع في الدراسات النجفية وحضر أبحاثه الخارجة عند الشيخ قاسم القسام، والسيد أبي الحسن الأصفهاني، وغيرهما من المراجع)). يُعدُّ من أعلام النجف، نال درجة الاجتهاد، وتم تكليفه من قبل السيد الاصبهاني، أبو الحسن، ليكون وكيلاً عنه في مدينة المسيب سنة (1349 هـ / 1930 م)، وبقي فيها مقيماً صلاة الجماعة وواعظاً ومرشداً حتى وافاه الأجل سنة (1377 هـ / 1957 م).
- السيد حسين الحمامي: هو العلامة الجليل والمجتهد الكبير السيد حسين بن علي بن هاشم المشهور بالحمامي بن محمد جعفر الموسوي ((فقيه أصولي، عالم فاضل، مجتهد، من كبار العلماء ومراجع العصر، وأهل الفضل والكمال)). ولد بالنجف في محلة المشراق، تتلمذ على فقهاء عصره، وشيوخ مصره، من أجلاء زمانه، كان منهم الحجة المجتهد الشيخ قاسم (جاسم) القسام. (ت 1379 هـ / 1959 م) تصدى للمرجعية الدينية، وله رسالة في الأمور الشرعية الموسومة بـ (هداية المسترشدين).
- الشيخ عبد الكريم الماشطة: وممن تتلمذ وأخذ عن المترجم له، كان الشيخ العلامة عبد الكريم بن عبد الرضا الماشطة، ويٌعرف في الأوساط الحلّية بـ (العلامة الشيخ عبد الكريم رضا)، هو علم من أعلام العراق التنويريين، تعلم في كتاتيب (الحلة)، التي ينتمي لها مولداً وسكناً، ثم انتقل إلى النجف وتفقه على علماء مجتهدين، منهم الشيخ قاسم (جاسم)، ثم رجع إلى (الحلة) وصار داعياً للإصلاح والحرية مواظباً على الوعظ والإرشاد، مستنهضاً عوام الناس بوجوب الاستنارة من خلال تحرير العقول من خرافات المجتمع القديم (ت 1383 هـ / 1963 م).
- الشيخ عبد الرسول الجواهري: عُدّ العلامة الحجة الشيخ عبد الرسول بن شريف بن عبد الحسين بن الشيخ محمد حسن صاحب الجواهر، ممن تخرج على الشيخ قاسم (جاسم)، القسام وغيره من أعلام زمانه. وهو عالم فاضل فقيه أصولي، وكان إماماً لجماعة المصلين في جامعهم (جامع الجواهري)، لعدة سنوات الواقع في محلة العمارة بالنجف، وتتلمذ عليه جماعة من الافاضل في الفقه والأصول. (ت 1387 هـ / 1967 م).
- السيد محسن الحكيم:[1] العلامة الأكبر والفقيه الأشهر في زمانه السيد محسن بن مهدي بن صالح بن أحمد بن محمود الطبأطبائي الحكيم النجفي، عُدّ ممن أخذ عن المترجم له وتتلمذ عليه وهو أشهر من أن يُعرّف به، فقد كان فقيه عصره وزعيم الطائفة الأمامية والمرجع الأعلى في التقليد والفتيا، ويكفي القول أن رسالته في الأمور الشرعية (منهاج الصالحين)، وكتابه (مستمسك العروة الوثقى) في تسعة أجزاء في شرح كتاب (العروة الوثقى)، للسيد العلامة (كاظم اليزدي)، تُعدّان الأساس في الفقه والشريعة لمن جاء بعده من الفقهاء، ومنهما كان ينهل ولا زال طلاب ودارسي الفقه من العلماء (ت 1390 هـ / 1970 م).
- الشيخ عبد الكريم صادق العاملي: وممن تخرج على العلامة المجتهد الشيخ قاسم (جاسم) القسام، هو الشيخ عبد الكريم بن عبد الحسين بن إبراهيم بن صادق بن إبراهيم بن يحيى الخيامي النباطي العاملي، الذي كان يُعرف بـ (الشيخ عبد الكريم صادق العاملي)، هو علم من الاعلام وأئمة الشرع الكرام، يتصف بالأيمان والتُقى والورع كان محل ثقة ألجميع في عفافه وزهده، فضلاً عن ذلك كان من المجيدين في نظم الشعر مراثي ومدائح آل البيت (عليهم السلام). (ت 1392 هـ / 1972 م).
- السيد محمد البغدادي: هو العلامة المجاهد الفقيه السيد محمد بن صادق بن راضي بن حسين بن أحمد بن محمد ألعطار الحسني البغدادي، والنجفي مولداً ومدفناً، وعُرف بـ (السيد محمد البغدادي)، درس على المشاهير من العلماء العظام كان منهم (الشيخ قاسم قسام)، كان السيد البغدادي الحسني مرجعاً دينياً من فقهاء الأمة، ومن الذين نذروا أنفسهم للناس والعلم والأدب، وكان بيته في محلة المشراق بالنجف منتدىً أدبياً وعلمياً وسياسياً. كما كان إماماً لجماعته في الصحن الحيدري الشريف، وبعد وفاته أعقبه حفيده العلامة السيد أحمد بن السيد كاظم الحسني في إمامة جماعة المصلين بدلاً عن جده. توفي السيد محمد الحسني البغدادي سنة (1392 هـ / 1972 م)، وعمره 94 سنة.
- الشيخ محمد سماكه: ومن رجال العلم وأهل الفضل الذين أخذوا عن المترجم له، كان الشيخ محمد بن محمود بن عبد الحسين بن مرتضى بن يونس الربيعي الحلي المشهور بـ (سماكه)، حلّي المولد والنشأة والسكن، قرأ مقدماته على والده العلامة الجليل الزاهد النقي الشيخ محمود، وأكمل دراسته في النجف وتتلمذ على خيرة الفقهاء كان منهم الشيخ قاسم القسام. وبعد عودته من الدراسة الحوزوية في النجف إلى الحلة، صار مرجعها الأول فضلاً عن قيامه بالتدريس والتحقيق توفي بالحلة ودفن بالنجف سنة (1394 هـ / 1974 م).
- الشيخ علي حلاوة: هو الفقيه العلامة الشيخ علي بن الشيخ جواد حلاوة القاقعاني، نسبة إلى قاقعية الجسر، قرية من عمل الشقيف في جنوب لبنان، أشار الشيخ جعفر محبوبة، إلى أنه كان من الأعلام الذين تخرجوا على العلامة الشيخ قاسم القسام، ولم نقف على سنة وفاته، إلاّ أن السيد محسن الأمين ذكرهُ مشيداً به وأنه كان معاصراً له فقال: ((وآل حلاوة عائلة شهيرة في صور وقاقعية الجسر وغيرها من جبل عامل، ومنهم العالم الفاضل المعاصر الشيخ علي بن الشيخ جواد حلاوة يسكن القاقعية)).
- السيد محمد الديواني: وممن نهل من المعين المعرفي في الفقه والأصول، على المترجم له (الشيخ قاسم)، كان حجة الإسلام السيد محمد بن إبراهيم بن حسين بن عبد الله الحسيني الديواني، الذي كان من المشاركين في ثورة العشرين بصحبة المجاهد السيد محمد سعيد الحبوبي، ولم نقف على تاريخ وفاته، إلاّ أنه كان حياً سنة (1373 هـ / 1953 م)، وبسعيه تم طبع رسالة الحجة السيد حسين الحمامي (هداية المسترشدين)، الطبعة الثانية.
- كما تتلمذ عليه أخاه العلامة الخطيب الشيخ محمد علي بن حمود القسام (ت 1373 هـ / 1953 م) الذي أفردنا له ترجمة خاصة. كذلك ولده العلامة الشيخ هادي بن قاسم بن حمود القسام (ت 1340 هـ / 1921 م)، الذي خلفه في إمامة جماعة المصلين في جامع الحدادين في محلة المشراق بالنجف قرب مدرسة (البادكوبة) فضلاً عمن لم تحضرنا أسماءهم.

## آثاره ونشاطه
لقد ترك من المؤلفات:
- كتاب نور العين في أحكام الزوجين، ذكر في ما ورد من الكتاب والسُنّة في حسن المعاشرة بين الزوج والزوجة.
- وله في الأخلاق كتاب جميل.
- وله ترجمة (كتاب الروضة)، الفارسي إلى العربية، وهو كتاب تاريخي يتضمن حادثة كربلاء، مما يُشير إلى ضلوعه باللغة الفارسية.
- وله حاشية على رسائل الشيخ الأنصاري الذي كان حجة زمانه.
- كتاب في أحوال الإمام الحسن بن علي بن أبي طالب.
- كماله مجموع فيه الشعر الرائق من الغزل والنسيب والمدح اختاره من أشعار العرب إنتخبه مما رق وراق من شعراء الجاهلية والإسلام ورتبه أبواباً وفصولاً حسب المواضيع التي تضمنها وقد قرضه العلامة السيد محمد السيد مهدي القزويني الحلي (ت 1335 هـ / 1916 م) بأبيات فقال:

إلى جانب ذلك ((كان يقيم ألجماعة في مسجد مجاور لمدرسة البادكوبة في محلة المشراق)) كما كان له مجلس في داره الواقعة على (جبل المشراق)، يُعقد قبل طلوع الشمس يستقبل فيه رجالات العلم والأدب من أساتذته ومريديه فضلاً عن وجهاء محلته وكسبتها وغيرهم من النجفيين، لاحياء ذكرى سيد الشهداء الإمام الحسين بن علي بن أبي طالب (عليهم السلام)، وبعد الانتهاء من قراءة سيرة آل البيت يتحول المجلس إلى ندوة علمية وفكرية من خلال المطارحات التي تتم فيها.

## رحلاته
حين حصل على مرتبة العلوم الدينية العالية، سافر إلى مكة المكرمة قاصداً تأدية فريضة الحج، والمدينة المنورة لزيارة قبر الرسول الاكرم محمد (ﷺ)، وكان ذلك سنة 1311 هـ / 1893 م. يتضح ذلك من خطه بتملكه شراءً في مكة المكرمة، كتاب (تفسير الكشاف)، للزمخشري طبعة سنة 1308 هـ وكتاب (إحياء علوم الدين)، لابي حامد الغزالي، وهذا نص ما خطته أنامله، وعلى الصفحة الأولى في كلا الكتابين المذكورين (بسم الله جل شأنه، دخل في ملكي وأنا مملوك مالك السموات والأرض الآثم قاسم قسام، ذي الحجة سنة 1311 هـ في مكة زادها الله شرفاً). وقد زاد لفظة (المكرمة)، إلى مكة على تملكه كتاب (إحياء علوم الدين). ونحتفظ في مكتبتنا بهذين الكتابين.
كما ((سافر إلى القدس ولبنان ومكث هناك زماناً))، وكان الهدف من زيارته فلسطين وإلى القدس بالذات للتشرف والتبرك باولى القبلتين وثاني الحرمين، وزيارة المسجد الأقصى ومسجد قبة الصخرة. وذكر من لا يُتهم بصدقه أن الحجة الشيخ قاسم ألقى محاضرات في المسجدين المذكورين.
ومن القدس الشريف رحل إلى جبل عامل في جنوب لبنان، وجاءت الإشارة إلى ذلك بالقول: ((سافر برهة من الزمن إلى جبل عامل مروجاً للدين ومرشداً للمذهب..))، وقد احتفى به أعلام جبل عامل وفضلاؤها، فضلاً عن تلامذته الذين أخذوا عنه في النجف – مرت الإشارة إلى بعضهم – وكان موضع ترحيب وتقدير وتمجيد من أهالي جبل عامل، لما إتصفوا به من حسن الضيافة والكرم والتدين وألورع.
بعد ذلك إتجه إلى سوريا وإلى الشام بالذات (دمشق)، حيث زار مرقد السيدة زينب (سلام الله تعالى عليها)، ثم كرّ راجعاً إلى النجف. وقد كان طول مكثه في ترحاله هذا بعيداً عن أهله وذويه، سبباً في تفتق قريحة أخيه العلامة الحجة الشيخ محمد علي بن حمود القسام عن قصيدة من الشعر بثّ فيها ألم فراقه عن أخيه (الشيخ قاسم)، مادحاً إياه فيها، منها:
إلى أن قال:
ولوعة الفراق وطول النأي ألهبت كذلك شعور ولده العلامة الخطيب الشيخ جعفر بن قاسم بن حمود القسام بقصيدة منها:
كما سافر الحجة المجتهد الحاج الشيخ (قاسم) إلى إيران للتشرف بزيارة مرقد الإمام علي بن موسى الرضا، سنة (1323 هـ / 1905 م)، يتضح ذلك من خطه بتملكه شراءً كتاب (شوارق الألهام في شرح تجريد ألكلام)، للمحقق عبد الرزاق للاهيجي والمطبوع حجرياً في إيران سنة 1311 هـ الذي اشتراه في مشهد الإمام الرضا، والموجود في مكتبتنا. ونص التملك هو: ((انتقل هذا الكتاب إلي وأنا غريق بحر الذنوب والآثام الفقير قاسم ابن محمد ابن خليل قسام عفى عنهم 18 محرم 1323 هـ)).
لقد كانت رحلاته مقصورة على خدمة الشرع الحنيف أو زيارة الأماكن المقدسة، ولم يُسافر إلاّ إلى ما فيه رضى الله سبحانه وتعالى.

## وفاته
اخترمته يد المنون وذهب إلى رحاب ربه تعالى ((سنة 1331 هـ / 1911 م عن عمر ناهز السبعين وكان يوم وفاته من الأيام المشهودة في النجف، خرج سائر الطبقات لتشييع جثمانه ومشى أمام نعشه بالأعلام واللطم ولم تزل مواكب العزاء من سائر محلات النجف في ليالي الفاتحة الثلاث تتوارد إلى داره بالتعزية))، ودُفن في الصحن الحيدري بظهر الرواق الشمالي للحضرة المشرفة على يمين الداخل لضريح الإمام علي بن أبي طالب، من (كيشوانية)، باب الطوسي مقابل مقبرة الحجة السيد كاظم اليزدي، وكذلك دُفنت إلى جنبه زوجته أم أولاده (زهرة بنت علي القسام). وقد أرخ عام وفاته الحاج مجيد العطار الحلي (ت 1342 هـ / 1923 م)، قائلاً:

## وصلات خارجية
- موقع آل القسام